# Державна академія прикладних наук в Перемишлі

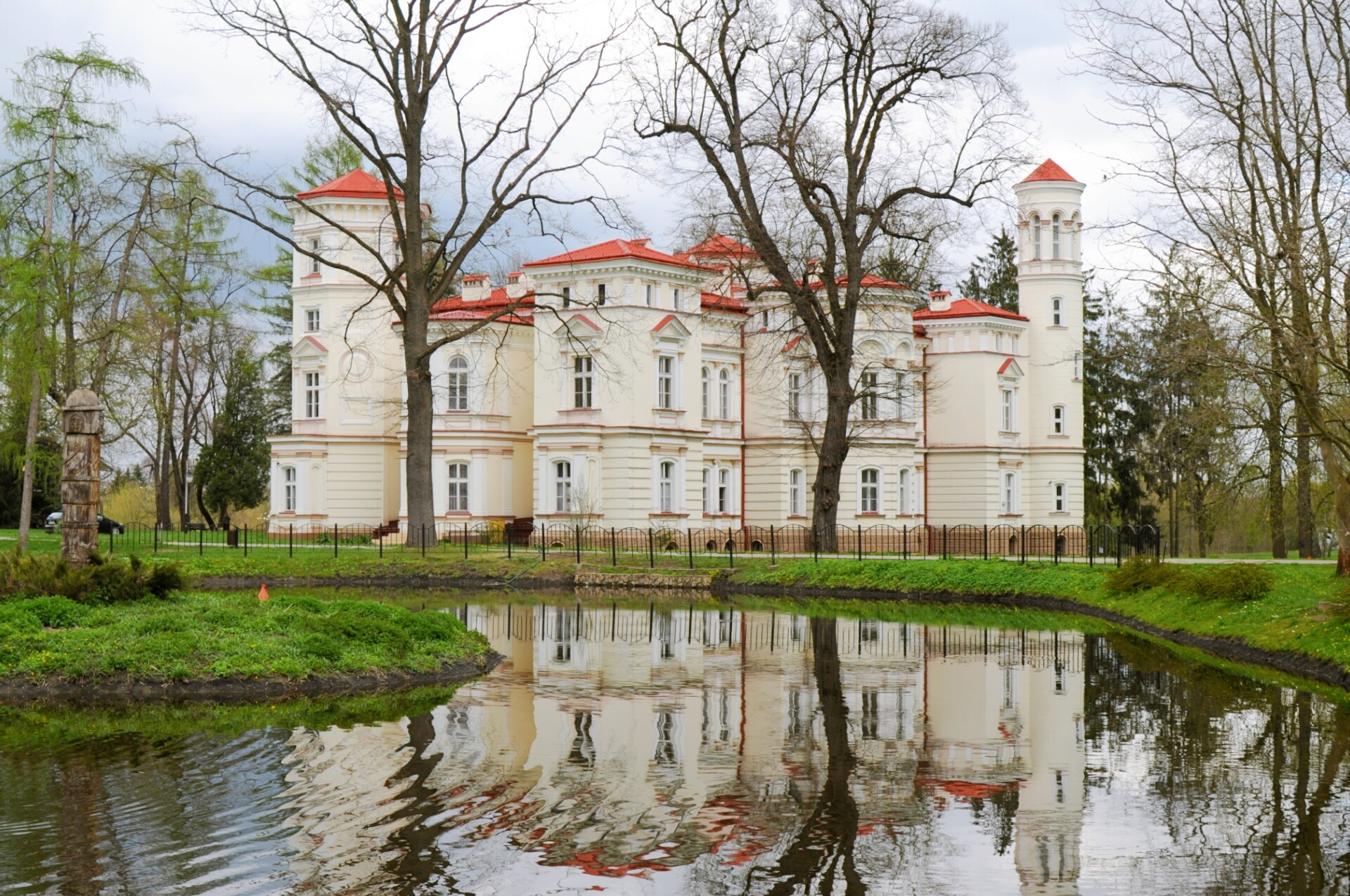
Палац князів Любомирських, адміністративний корпус PANS w Przemyślu

Державна академія прикладних наук в Перемишлі (екс Східноєвропейська вища школа) – це професійний заклад вищої освіти, в якому навчається менше 1 тисячі студентів. Розташований у невеликому історичному містечку Перемишль з населенням у 60 тис. неподалік польсько-українського кордону, відомий антиукраїнським скандалом зі студентами, що на знак підтримки українських військових сфотографувались з червоно-чорним прапором. Освітні програми: бакалавріат, інженерні, магістратура.

## Історія
Заклад засновано у 2001 році під назвою Державний вищий професійний коледж в Перемишлі, а вже 2006 року переіменовано у Державну Вищу Східоєвропейську Школу в Перемишлі. Коледж був продовженням перемишльської академічної традиції – капітульної школи XV ст. та єзуїтського коледжу XVII ст. Перші роки існування ВНЗ у ньому навчали студентів лише за 3 гуманітарними спеціальностями:
- польська філологія;
- історія;
- та регіональна політика.

В 2006 році відкрито напрямок дизайн інтер'єрів, 2009 року – екологічну інженерію, а з 2010 року впроваджено мехатроніку. В 2021 році ЗВО відсвяткував своє 20-річчя, за два десятиліття його стіни покинуло більше 5000 випускників (це один з найнижчих показників серед аналогічних професійних закладів), а освітня програма розширилась з трьох бакалаврських програм до 13 напрямків у 4 інститутах:
- технічному;
- мистецькому;
- інституті суспільних та гуманітарних наук
- охорони здоров’я.

З 2021 році PWSW w Przemyślu у зв'язку з освітньою реформою як і інші подібні професійні заклади змінив назву на Державна академія прикладних наук в Перемишлі (в Ярославі, в Кросно, в Сяноку і тд).

## Специфіка місцевої освіти
Окрім бакалаврату тут можна отримати диплом інженера та магістра. За два останніх роки в рейтингу професійних закладів освіти Польщі цей ЗВО втратив 6 позицій і перемістився з 4-го місця перемістився на передостаннє 10 місце за результатами 2024 року.   
Найбільш популярними напрямками серед місцевих студентів є внутрішня безпека та медсестринство. Специфіка вибору цих спеціальностей серед місцевої молоді пов'язана з обмеженою пропозицією на ринку праці подкарпаття: поліція, муніципальна безпека, прикордонна служба, або медичні сестри у міській лікарні та медзакладах.   
У пошуках роботи населення Перемишля виїжджає до великих міст та за кордон (до Німеччини, Нідерландів, Великої Британії та Італії). Відповідно і молоді люди після завершення перемиських середніх шкіл виїжджають на навчання до великих академічних осередків: Ряшева, Кракова, Любліна, Варшави, Вроцлава і Познані. А ось тим, хто не зміг отримати високи бали на випускних екзаменах (так званій матурі) залишається подавати документи туди, де відсутній конкурс на місце. Вступити на навчання можуть всі охочі з найнижчими пунктами, через відсутність попиту серед абітурієнтів (щороку кількіст місцевих вступників зменшується).   
Через повномасштабне вторгнення РФ в Україну ситуація тимчасово покращилась, до Перемишля у 2022 році приїхало декілька тисяч біженців з України, серед яких було теж кілька сотень потенційних студентів. Однак вже в середині 2023 року більшість біженців виїхала з міста через брак можливостей знайти роботу з достойною зарплатнею та проблемою з адаптацією у місті.  

У 2014 році ВНЗ опинився у гучному скандалі через українських студентів, що на підтримку України зробили фото на території торговельного центру Перемишля з червоно-чорним прапором, який у Польщі є забороненим. Фото опинилось у мережі з коментарями обурених поляків, які одразу ж написали декілька подань до місцевої прокуратури, звинувативши студентів у пропаганді фашизму. Для студентів це завершилось лише дисциплінарним покаранням у ВНЗ, попри погрози скасування видачі карт поляків, віз та відрахування студентів.

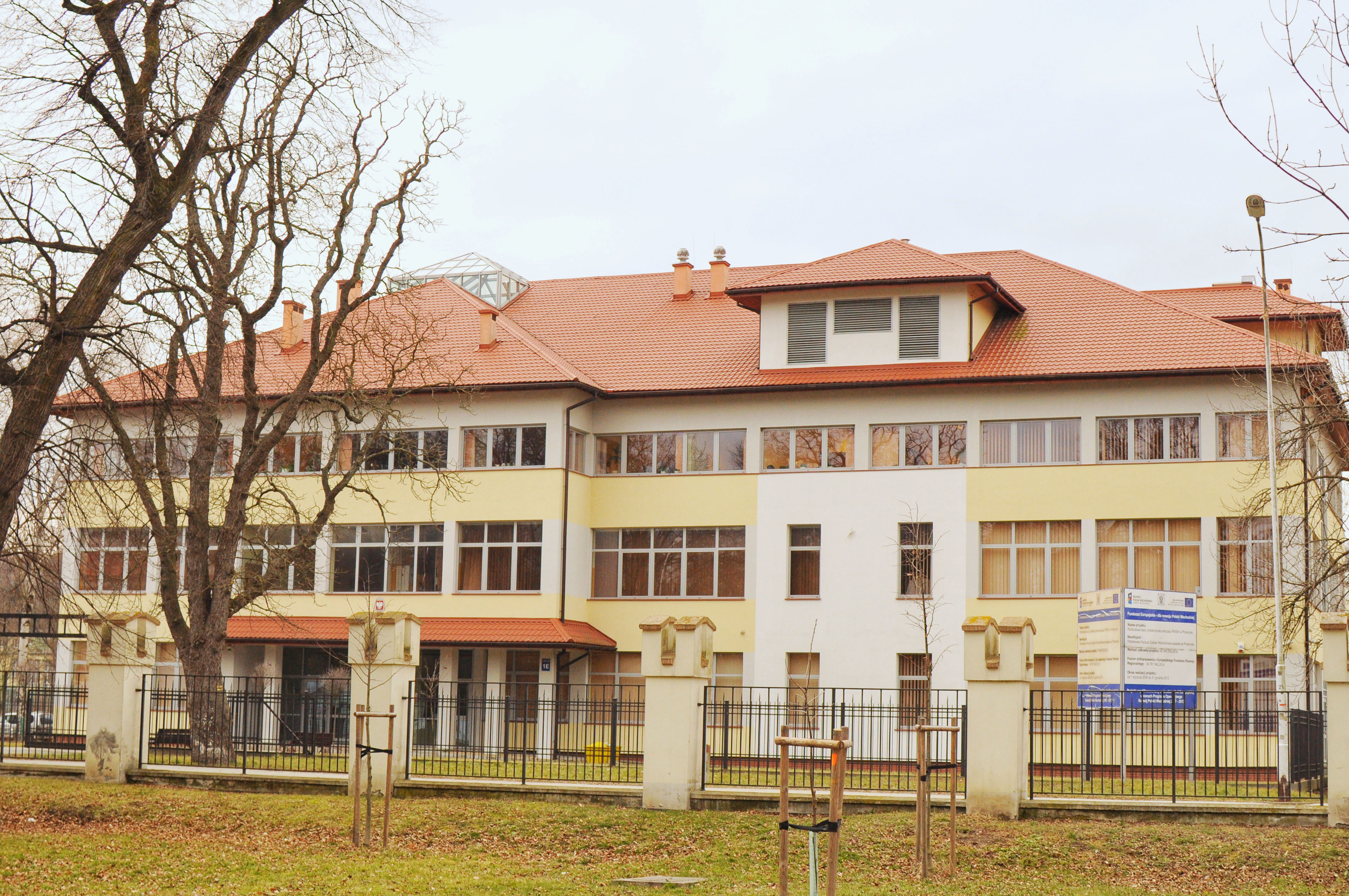
Технічний колегіум з боку парку князів Любомирських

## Розташування

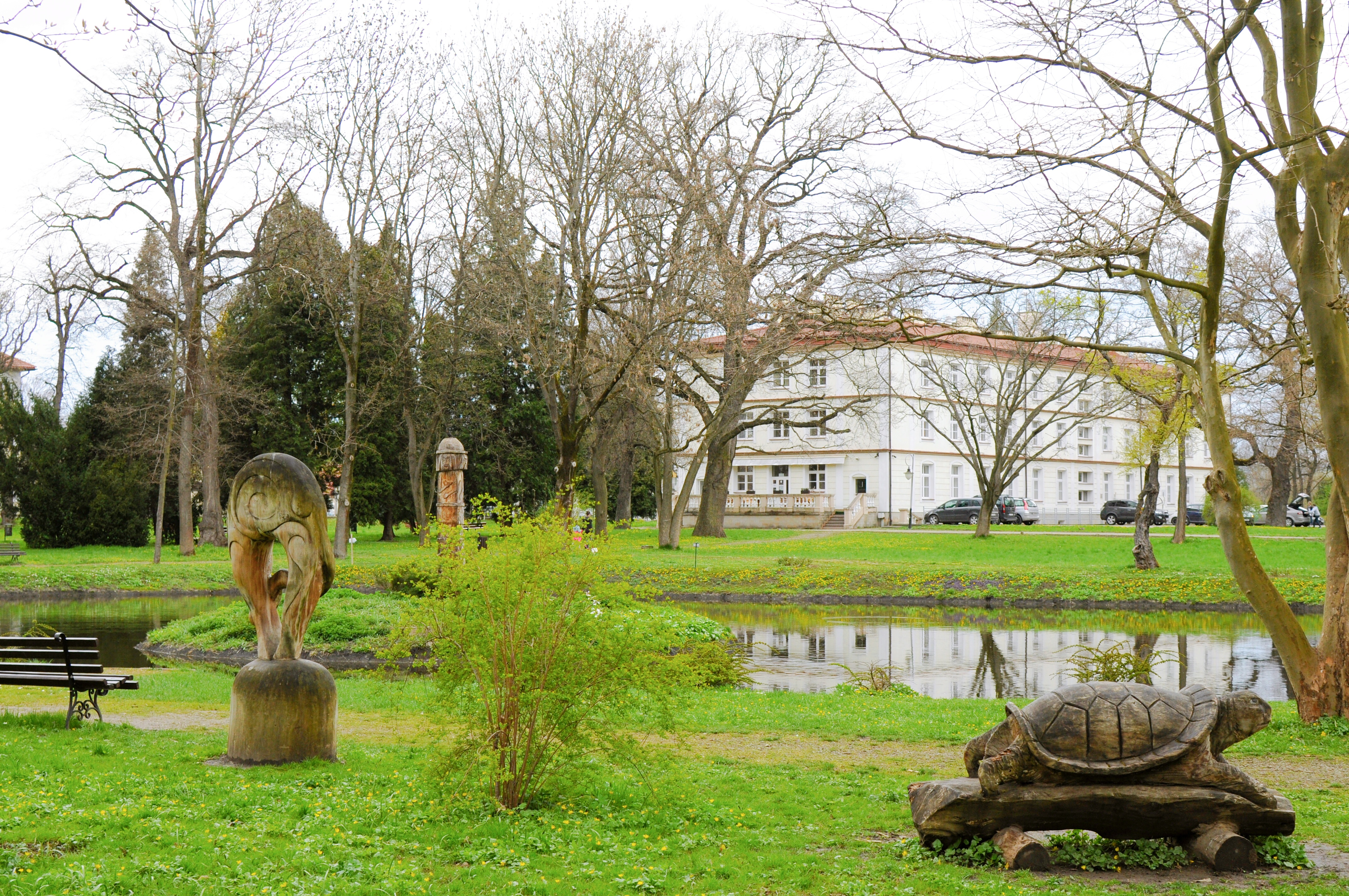
Парк князів Любомирських зі ставом, територія PANS w Przemyślu

Перемиський навчальний заклад розташований на околиці міста у парку князів Любомирських. Палац князів Любомирських (XIX ст.) теж належить до комплексу кампусів, у ньому знаходиться ректорат та адміністрація ВНЗ. Академічний комплекс включає двохсотлітній палац та відремонтовані будівлі: Східного колегіума, Технічного колегіума, Будинку студента (гуртожитку) та бібліотеки. З території можна доїхати декількома автобусами до залізничного вокзалу чи на кордон. 
Перемишль має залізничне сполучення з Україною, однак через величезний попит на квитки серед українців, що розсипані по цілій Європі через війну, придбати квитки сюди досить проблематично, а декількагодинний перетин пішого кордону чи багатогодинне очікування на автобусному кордоні Шегині-Медика знову ж таки (через функціонування міста як транспортного хабу для подорожуючих з та в Україну) підходить далеко не всім.

## Вимоги до вступників
Основним критерієм для вступу у цей ЗВО є наявність апостилізованного свідоцтва про повну середню освіту, наявність карти поляка, або карти сталого побуту чи довготермінового резидента ЄС, тимчасового прихистку у Польщі. 
Для вступу вимагається апостилізація українського свідоцтва про повну середню освіту, ЗНО або ДПА, при зарахуванні враховуються середні бали атестату, до вимог для вступу на мистецькі напрямки додається ще портфоліо чи творчі роботи. Але найголовнішою вимогою є наявність державного сертифікату з польської мови на рівні не нижче В1 від сертифікованих польським міністерством освіти мовних центрів. 

## Позиція щодо війни в Україні і вплив політичного контексту
24 лютого 2022 влада вищого навчального закладу разом з академічною спільнотою заявила про різке засудження військової агресії РФ в Україні, звернувшись до українського народу і студентської спільноти. І окрім слів солідарності університет одразу ж запропонував свою підтримку для українців. З перших днів активної фази війни РФ проти України університетські зали перетворились на гуманітарний хаб, працівники та студенти активізувались у волонтерському русі як всередині ВНЗ, так і в ініціативах місцевої влади, а також української спільноти міста. Студенти, випускники та викладачі закладу їздили на чергування як перекладачі-волонтери на всі пункти прийому українських біженців у Перемишлі, а також на кордонах з Україною в Медиці, Корчової та на найбільшому пункті розміщення біженців у Долині неподалік автомобільного кордону Краківець-Корчова. В липні-вересні 2022 року спільно з воєвудським урядом за участі викладачів ВНЗ для українських біженців, що знайшли прихисток у Перемишлі відбулись декілька безкоштовних навчальних курсів польської мови. 
В 2024 році після зміни влади у Перемиській академії змінився підхід до студентів-іноземців, що опинились через війну у чужій країні, скасовані спільні польсько-українські заходи, що вже стали доброю традицією (спільні свята, майстеркласи). Вже на початку вересня було припинено підтримку у заповненні документів на стипендії студентів-іноземців (здебільшого біженців з України з тимчасовим прихистком у Польщі, єдиним джерелом утримання у Польщі для яких є стипендія), скасовано щорічний безкоштовний курс польської мови для адаптації першокурсників до польської системи освіти, скасовано проведення щорічних активностей для українських студентів. Серед представників команди новообраного і єдиного кандидата на посаду ректора опинились працівники місцевої поліції (Перемишля, Ярослава), польської прикордонної служби, служби внутрішньої безпеки, а також представники ультраправої і антиукраїнської політичної партії "Конфедерація", наприклад Агата Лалік очолила відділ організації та реклами. В якості почесних гостей до закладу запрошуються знову ж таки відомі представники "Конфедерації", серед яких учасник акцій з блокування кордону для українських вантажівок у Медиці та автор скандальних висловів щодо українців - Анджей Запаловський, якого за відвідування українського півострова Крим у 2018 році, чисельні інтерв'ю для російської преси та інші дії, націлені на розпалення міжнаціональної ворожнечі у Польщі внесено до української бази "Миротворець".